# Pralatrexate
Pralatrexate (tên thương hiệu Folotyn) là một liệu pháp chống ung thư. Đây là loại thuốc đầu tiên được phê duyệt là phương pháp điều trị cho bệnh nhân u lympho tế bào T ngoại biên tái phát hoặc khó chữa, hoặc PTCL  - một nhóm ung thư máu tích cực đa dạng sinh học có tiên lượng xấu.

## Sự chấp thuận
Folotyn đã được Cơ quan Quản lý Thực phẩm và Dược phẩm Hoa Kỳ (FDA) phê duyệt vào tháng 9 năm 2009 theo phê duyệt tăng tốc của FDA, cho phép phê duyệt sớm hơn các loại thuốc đáp ứng nhu cầu y tế chưa được đáp ứng. Thuốc tiêm Pralatrexate được bán trên thị trường ở Mỹ dưới tên Folotyn bởi Spectrum Enterprises.
Nó được phê duyệt như là một điều trị cho u lympho tế bào T ngoại vi, trên cơ sở một thử nghiệm lâm sàng chứng minh khả năng giảm kích thước khối u, nhưng không kéo dài cuộc sống. Một số bác sĩ ung thư, nhóm bệnh nhân và các công ty bảo hiểm chỉ trích chi phí 30.000 đô la một tháng trở lên, có thể đạt tổng cộng 126.000 đô la trong quá trình điều trị.

## Cơ chế
Pralatrexate là một antifolate (chất ức chế chuyển hóa tương tự folate) được thiết kế để tích lũy tốt hơn trong các tế bào ung thư. Dựa trên các nghiên cứu tiền lâm sàng, các nhà nghiên cứu tin rằng pralatrexate chọn lọc xâm nhập vào các tế bào biểu hiện giảm chất mang folate loại 1 (RFC-1), một loại protein được biểu hiện quá mức trên một số tế bào ung thư so với các tế bào bình thường.
Các chất chống đông, như pralatrexate, là một phần của một nhóm các hợp chất được gọi là chất chống dị ứng có cấu trúc tương tự như các phân tử xuất hiện tự nhiên liên quan đến tổng hợp DNA. Các tế bào ung thư nhầm lẫn các chất chống dị ứng với các chất chuyển hóa bình thường  cho phép hợp chất dừng hoặc làm chậm các enzyme quan trọng liên quan đến tổng hợp DNA, sau đó gây ra chết tế bào. Do tác dụng chính của chúng đối với quá trình tổng hợp DNA, các chất chống dị ứng có hiệu quả nhất đối với các tế bào phân chia tích cực và phần lớn là giai đoạn cụ thể của chu kỳ tế bào.

## Khám phá
Nghiên cứu về nhóm thuốc này bắt đầu vào những năm 1950 tại SRI International, nơi các nhà khoa học tập trung vào phát triển các hóa trị liệu và thuốc chống động kinh mới có hiệu quả chống lại các tế bào khối u.
Vào cuối những năm 1970, các nhà nghiên cứu tại Trung tâm Ung thư Memorial Sloan Kettering đã phát hiện ra rằng các tế bào ung thư lấy folate tự nhiên thông qua một loại protein được xác định là chất vận chuyển màng plasma (bây giờ được gọi là chất mang folate loại 1 1 hoặc RFC-1 tựa). Nghiên cứu sâu hơn cho thấy rằng khi các tế bào bình thường tiến hóa thành tế bào ung thư, chúng thường sản xuất quá mức RFC-1 để đảm bảo chúng có đủ folate.
Một sự hợp tác khoa học tiếp theo cuối cùng đã được hình thành giữa SRI International, Trung tâm Ung thư Tưởng niệm Sloan Kettering và Viện Nghiên cứu Nam với ý định phát triển một loại thuốc chống đông máu với tính chọn lọc trị liệu lớn hơn - một tác nhân có thể được nội hóa hiệu quả hơn vào các khối u (được vận chuyển vào các tế bào thông qua RFC-1) và sẽ độc hơn đối với các tế bào ung thư so với các tế bào bình thường.
Sự hợp tác này, được hỗ trợ bởi Viện Ung thư Quốc gia, đã dẫn đến việc xác định pralatrexate vào giữa những năm 1990. Pralatrexate sau đó đã được cấp phép cho Allos Therapeutics vào năm 2002 để phát triển hơn nữa. Allos Therapeutics, Inc. đã được mua lại bởi Spectrum Enterprises, Inc. vào ngày 5 tháng 9 năm 2012. Allos hiện là công ty con thuộc sở hữu của Spectrum.